# Масюковщина
Масюко́вщина (біл. Масюко́ўшчына) — пасажирський залізничний зупинний пункт Мінського відділення Білоруської залізниці Білоруської залізниці на лінії Мінськ — Молодечно між станцією Мінськ-Північний та зупинним пунктом Лебединий. Розташований у мікрорайоні «Масюковщина» Мінська між вулицями Тімірязєва та Михася Лінькова.
Неподалік від зупинного пункту знаходяться: меморіал на місці табірних поховань фашистського концтабору «Шталаг 352», який встановлений у 1960-х роках, багатопрофільний культурно-спортивний комплекс «Мінськ-Арена» (відкритий 30 січня 2010 року), міська дитяча лікарня № 2.

## Історія
Зупинний пункт відкритий 1951 року під первинною назвою Пост 757 км. 1963 року електрифікований змінним струмом (~25 кВ) в складі дільниці Мінськ — Олехновичі.
Впродовж 2010—2011 років, у зв'язку з реалізацією проєкту запуску міської електрички, зупинний пункт був реконструйований: прокладена третя колія, побудовані нові посадкові пасажирські платформи з навісом та підземний пішохідний перехід під залізницею з виходом на платформи між вулицями Тімірязєва та Михася Лінькова.

## Пасажирське сполучення
На зупинному пункту Масюковщина зупиняються електропоїзди першої лінії міської електрички за маршрутом Мінськ — Білорусь та електропоїзди регіональних ліній економкласу до станцій Гудогай, Мінськ-Пасажирський, Молодечно. 
Час у дорозі від станції Мінськ-Пасажирський з усіма зупинками складає приблизно 10 хвилину електропоїздами міських ліній та близько 13 хвилин електропоїздами регіональних ліній економкласу.